# Contrat de travail à durée indéterminée
Un contrat de travail à durée indéterminée est un contrat de travail dont la terminaison n'est pas connue à l'avance.

## Droit belge
En Belgique, si le travailleur et l'employeur n'ont rien prévu en ce qui concerne la durée du contrat de travail, il est automatiquement considéré comme un contrat à durée indéterminée. Ce contrat qui ne nécessite aucune formalité peut être conclus oralement.

## Droit français
En France, en droit du travail, un contrat de travail à durée indéterminée est la forme normale du contrat de travail passé entre deux personnes : l'employeur (une personne morale ou un commerçant exerçant en nom propre ou un artisan ou un « particulier-employeur ») et le salarié, sans limitation de durée.

## Droit québécois
En droit québécois, le contrat de travail est à durée indéterminée, à défaut de stipulation dans le contrat au moment de sa formation. Pour mettre fin au contrat de travail à durée indéterminée, il faut respecter les conditions de l'article 2091 du Code civil du Québec, qui dispose qu'il faut donner un délai de congé dans un délai raisonnable et qu'il faut tenir compte, notamment, de la nature de l’emploi, des circonstances particulières dans lesquelles il s’exerce et de la durée de la prestation de travail.